# Regent Seven Seas Cruises
La Regent Seven Seas Cruises (RSSC) è una compagnia di navi da crociera, già nota come Radisson Seven Seas Cruises, con sede a Miami, in Florida, controllata dalla holding Norwegian Cruise Line Holdings Ltd. È specializzata in crociere di lusso 'tutto incluso' con navi in grado di ospitare un numero limitato di passeggeri. Le sue navi visitano più di 300 porti in tutto il mondo.

## Storia
Fondata nel 1990 dalla Carlson Companies con il nome di Radisson Seven Seas Cruises è stata acquistata, nel febbraio del 2008, per un miliardo di dollari, dall'Apollo Management, società di investimenti proprietaria anche della Oceania Cruises e del 50% della Norwegian Cruise Line. In concomitanza con l'acquisto la compagnia ha cambiato denominazione.

## All Inclusive
A differenza di altre società croceristiche la Regent Seven Seas Cruises vende le sue crociere con la formula 'tutto incluso'. Il prezzo della crociera include bevande alcoliche a bordo della nave, le escursioni a terra e tutte le mance. La tariffa include anche una notte di soggiorno in hotel prima di salire a bordo e i biglietti aerei da e verso l'origine e la destinazione della crociera.

## Flotta

### Navi
| Nome                 | Immagine | Entrata in servizio | Stazza (t.s.l.) | Cantiere                                       | Note                                                                                 |
| -------------------- | -------- | ------------------- | --------------- | ---------------------------------------------- | ------------------------------------------------------------------------------------ |
| Seven Seas Navigator |          | 1999                | 28550           | T. Mariotti, Genova                            | Nel marzo del 2025 viene annunciata la vendita a Crescent Seas con consegna nel 2026 |
| Seven Seas Mariner   |          | 2001                | 48075           | Chantiers de l'Atlantique, Saint-Nazaire       |                                                                                      |
| Seven Seas Voyager   |          | 2003                | 42363           | T. Mariotti, Genova                            |                                                                                      |
| Seven Seas Explorer  |          | 2016                | 54000           | Fincantieri, Cantiere navale di Sestri Ponente |                                                                                      |
| Seven Seas Splendor  |          | 2020                | 55254           | Fincantieri, Ancona                            |                                                                                      |
| Seven Seas Grandeur  |          | 2023                | 56199           | Fincantieri, Ancona                            |                                                                                      |
| Seven Seas Prestige  |          |                     |                 |                                                |                                                                                      |

### Navi del passato
| Anni in servizio | Nome             | Immagine | Stazza (t.s.l.) | Cantiere                                    | Cronologia                                          |
| ---------------- | ---------------- | -------- | --------------- | ------------------------------------------- | --------------------------------------------------- |
| 1990-2003        | Song of Flower   |          | ?               |                                             | 2003 Venduta alla Cie des Iles du Ponant            |
| 1992-2005        | Radisson Diamond |          | 20295           | Rauma Finnyards (ora STX Finland Cruise Oy) | 2005 Venduta a Asia Cruises, ribattezzata Asia Star |
| 2006             | Paul Gauguin     |          | 19200           | Chantiers de l'Atlantique, Saint-Nazaire    | 2006 venduta alla Pacific Beachcomber               |
| ?                | Minerva          |          | ?               |                                             | ?                                                   |